# Speodromia
Speodromia is een geslacht van kreeftachtigen uit de klasse van de Malacostraca (hogere kreeftachtigen).

## Soort
- Speodromia platyarthrodes (Stebbing, 1905)